# Палукка, Грет
Грет Палукка (нем. Gret Palucca, урождённая Margarete Paluka; 1902—1993) — немецкая танцовщица и педагог, основательница Школы танцев Палукка.

## Биография
Родилась 8 января 1902 года в Мюнхене в семье Макса Палука — фармацевта из Константинополя и его жены Розы еврейско-венгерского происхождения. Вскоре после рождения Греты семья переехала в Сан-Франциско, штат Калифорния. В 1909 году Маргарет с матерью вернулись в Германию и жили в Дрездене, где с 1914 по 1916 год училась балету у Генриха Крёллера (Heinrich Kröller).
Посещала в Дрездене танцевальные уроки у Мэри Вигман, став одной из первых её выпускниц. В 1921 году изменила свое имя на Грет Палукка. До 1924 года она танцевала в группе Мэри Вигман, затем начала сольную карьеру и стала одним из ведущих танцоров экспрессии.
С 1924 года в течение шести летГрет Палукка была замужем за Фридрихом Бинертом — немецким промышленником и меценатом. Они регулярно проводили свои летние каникулы на острове Зильт.
В 1925 году Палукка основала в Дрездене собственную школу танца, значительно отличалавшуюся от других: основное внимание в ней уделялось не физической подготовке, а интеллектуальному и художественному образованию. В числе её самых известных учеников — Рут Бергхаус, Лотте Гослар, Анне-Роза Нойманн.
В годы Второй мировой войны пережила бомбардировки Дрездена, о чём писала::

Тогда я пережила что-то страшное. Я жила в центре города, в доме, где я жила, почти все погибли, в том числе и потому, что боялись выйти. Мы ведь были в подвале, примерно шестьдесят три человека, и там я сказала себе — нет, так здесь можно погибнуть, так как это не было настоящим бомбоубежищем. Тогда я выбежала прямо в огонь и перепрыгнула через стену. Я и ещё одна школьница, мы были единственными, кто вышел. Тогда я пережила нечто страшное, а потом в Гроссен Гартен (парк в черте города) пережила ещё больший ужас, и мне понадобилось два года, чтобы его преодолеть. По ночам, если во сне я видела те картины, я всегда начинала кричать.

Умерла 22 марта 1993 года в Дрездене. Была похоронена на кладбище бывшего монастыря Inselkirche Hiddensee.